# Bâcleș (gmina)
Bâcleș – gmina w Rumunii, w okręgu Mehedinți. Obejmuje miejscowości Bâcleș, Corzu, Giura, Petra, Podu Grosului, Seliștiuța i Smadovița. W 2011 roku liczyła 2070 mieszkańców.